# Араксул
Араксул — деревня в Вагайском районе Тюменской области России. Входит в состав Дубровинского сельского поселения. 

## История -
Основана в 1647 году Василием Никитиным Быковым с сыновьями, переселенцами со Старой Сибири из-под Тобольска. В переписи Льва Поскочина от 1681-83 годов в деревне добавляются ещё одна семья Быковых (Евсея Степанова) пришедших с Верхне-Ницынской слободы, чьи потомки в переписи С.У. Ремезова от 1710 года записаны уже как Пешковы. Помимо этих фамилий в Араксуле на тот период проживали - Бобровы, Усольцевы, Шевелёвы.

## География
Деревня находится на берегу реки Исток и озера Петровское.
Автобусное сообщение[уточнить].

## Население
| 2010 |
| ---- |
| 62   |